# Pseudopanurgus parvulus
Pseudopanurgus parvulus là một loài Hymenoptera trong họ Andrenidae. Loài này được Friese mô tả khoa học năm 1917.